# Siert Triezenberg
Siert Triezenberg (Zandeweer, 19 maart 1870 - Utrecht, 19 december 1931) was een Nederlandse burgemeester en jurist.

## Leven en werk
Triezenberg was een zoon van Tonnis Triezenberg en Aafke Meinardi. Hij studeerde rechten en promoveerde in 1901 aan de Rijksuniversiteit Groningen. Na zijn afstuderen vestigde mr. Triezenberg zich als advocaat. Hij werd in 1906 benoemd tot burgemeester van de Groningse gemeente Ten Boer. Na zijn benoeming diende hij een verzoek in bij de koningin om zijn advocatenpraktijk te mogen blijven uitoefenen. De gemeenteraad van Ten Boer ondersteunde dit verzoek, omdat dit zou zorgen voor een langere binding van de burgemeester aan de gemeente en omdat er geen andere advocaat in Ten Boer werkzaam was. Maar na zeven jaar het burgemeestersambt van Ten Boer te hebben bekleed maakte hij de overstap naar de rechterlijke macht. Hij werd in 1913 substituut-griffier bij de Rechtbank Groningen, in 1914 rechter in Tiel en in 1919 president van de Rechtbank Zierikzee. In 1927 werd hij benoemd tot president van de Rechtbank Utrecht, waarbij hij al enige jaren de functie van vicepresident vervulde.
Triezenberg trouwde op 27 november 1907 in Ten Boer met jkvr. Louise Davida de Stürler de Frienisbe, dochter van de notaris Ludwig August Henri de Stürler de Frienisbe en Siebreg Veldman. Hij hertrouwde op 15 juni 1921 in Noordgouwe met de in Zwolle geboren Trijntje Johanna Maria Bisschop van Tuinen, dochter van Klaas Bisschop van Tuinen en Hermina Maria Arendts. Hij was ridder in de Orde van de Nederlandse Leeuw.